# Dario Robbiani

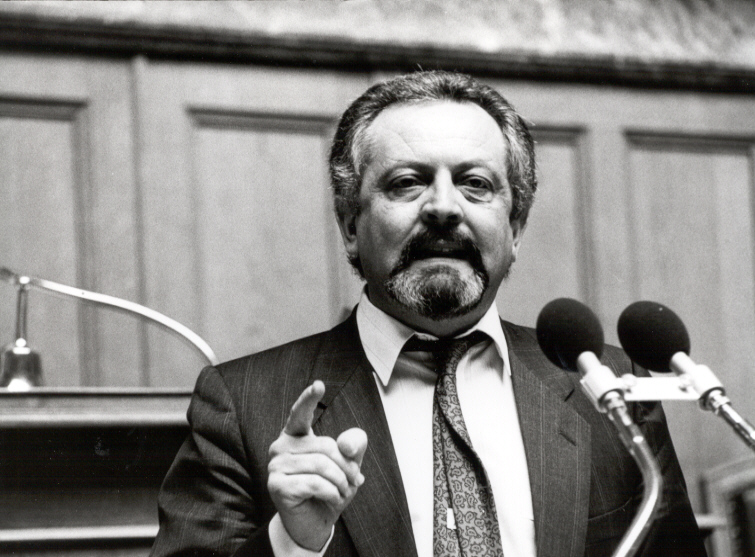
Dario Robbiani im Nationalrat

Dario Robbiani (* 9. März 1939 in Mendrisio; † 14. Dezember 2009 in Lugano, heimatberechtigt in Novazzano) war ein Schweizer Fernseh-Journalist und Politiker (SP).

## Karriere
Robbiani begann seine politische Laufbahn im Jahr 1959 und wurde damals mit zwanzig Jahren zum jüngsten Gemeindepräsidenten gewählt. 1960 bis 1969 war er in der Leitung der Tagesschau für die italienischsprachige Schweiz, die damals in Zürich produziert wurde, anschliessend 1969 bis 1979 Tagesschauchef der SRG in Zürich.
Zum 26. November 1979 wurde er für den Kanton Tessin in den Nationalrat gewählt und wurde im selben Jahr zum Präsidenten der SP Tessin ernannt. Nachdem er 1987 der Bewegung Erneuerung und Vereinigung der Sozialisten beigetreten war, wurde er aus der Partei ausgeschlossen. Zum 29. November desselben Jahres schied er auch aus dem Nationalrat aus.
In den 1990er-Jahren wurde er zum Generaldirektor von Euronews in Lyon ernannt und war später kurzzeitig Direktor der vierten Senderkette des Schweizer Fernsehens. Bis zuletzt war er in einem von ihm gegründeten Medienberatungsstudio tätig.

Dario Robbiani Nationalrat

## Schriften
- 1918: il resto seguirà. Ente cantonale operaio di cultura, Lugano 1964.
- Mit Guglielmo Canevascini: Socialisti e italiani in Svizzera. Azione comune, Milano 1968.
- Mit Karl Aeschenbach: Ezio Canonica, der Mensch und Gewerkschaftler. Bubenberg-Verlag, 1979.
- Non so se mi spiego: consigli pratici per esprimersi in pubblico, scrivere, informare e informarsi, redigere un comunicato, o un verbale, organizzare una conferenza stampa, usare al meglio la radio e la televisione, capire e farsi capire. Edizioni IMMES, Bellinzona 1990.
- Mit Eros Pastore: Le banche dalla parte di chi ci lavora.	Edizioni IMMES, Bellinzona 1991.
- Comunicare, ma come?: [consigli pratici per parlare in pubblico, organizzare una conferenza stampa, rilasciare interviste o dichiarazioni, navigare su internet, scrivere col computer, conversare, capire e farsi capire]. Edizioni Immes, Bioggio 2000.
- Dario Robbiani: Hotel Civico, impressioni di un paziente impaziente. Iulia-Verlag, Lugano 2007, ISBN 978-88-562-0009-6.
- Rosso antico: socialista, ma ’na brava persona: in politica è permesso sorridere. Edizioni Immes, Nostra idea, 3, Bellinzona 2004.
- Cìnkali: ci chiamavano Gastarbeiter, lavoratori ospiti, ma eravamo stranieri, anzi, cìnkali. L’Avvenire dei Lavoratori, Zurigo 2006.